# コルネリウ・テオドリニ
コルネリウ・テオドリニ（Corneliu Teodorini、1893年9月18日 - 1981年6月）は、ルーマニアの軍人。少将。